# Balintus
Balintus là một chi bướm ngày thuộc họ Lycaenidae.